# Acrocercops cylicota
Acrocercops cylicota är en fjärilsart som beskrevs av Edward Meyrick 1914. Acrocercops cylicota ingår i släktet Acrocercops och familjen styltmalar. Inga underarter finns listade i Catalogue of Life.